# 林子平 (日本)
林子平（日语：／ Hayashi Shihei，1738年8月6日—1793年7月28日），名友直，字子平，以字行，号六無齋主人，家里世代为德川氏的幕臣，是江户时代后期擅长兵学、地理学的爱国主义思想家，也是著名的海防论者。与高山彦九郎、蒲生君平合称“宽政三奇人”。

## 生平
林子平父亲叫良通（半次郎），通称源五兵卫，在幕府作官，通晓日本历史，著述很多，因故被削除藩籍，改姓为林氏，称摩诘。林子平与其兄姊不得不到仙台藩医叔父家，由其叔父林通明扶养。林子平的姐姐颇有姿色，又善吟和歌，宝历7年（1757年）被仙台藩主伊达吉村纳为妾，他的叔父和哥哥嘉善被仙台藩主召去，受禄米一百五十石，成为仙台藩士。林子平是次子，1757年随其兄到仙台，成为仙台藩人。

子平自幼在父亲的影响下，喜读历史、地理、兵学、经济等书，性格恬淡，不喜功名，但好学，慷慨有大志，常以天下为己任。自青年时代起即四处游学，不畏艰难险阻，视察各处地形，特别重视海防。他几次去江户，与通跷兰学和关心海防的工藤平助相交，了解到奥羽、北海道一带阿伊努人的地理、风俗情况，因此在海防知识方面，受到很大启发。他又向关心海外情况的桂川甫周了解世界形势，与精通农政、早就关心虾夷（即今北海道及千岛一带地区的泛称）经济的佐藤信季父子交往，学习经济和农政，从而在“经世致用”的目标下，酝酿着自己的思想。
林子平的六无之歌“无父母、无妻子、无孩子、无板木、无金钱、无寻死念头”。林子平受到居家禁闭的处罚后，终身禁闭在自己的六无斋里，没有踏出过半步。

## 注释

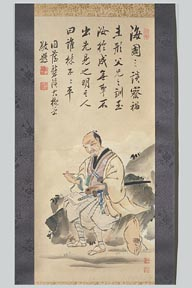
林子平肖像（大槻磐渓賛）

## 作品

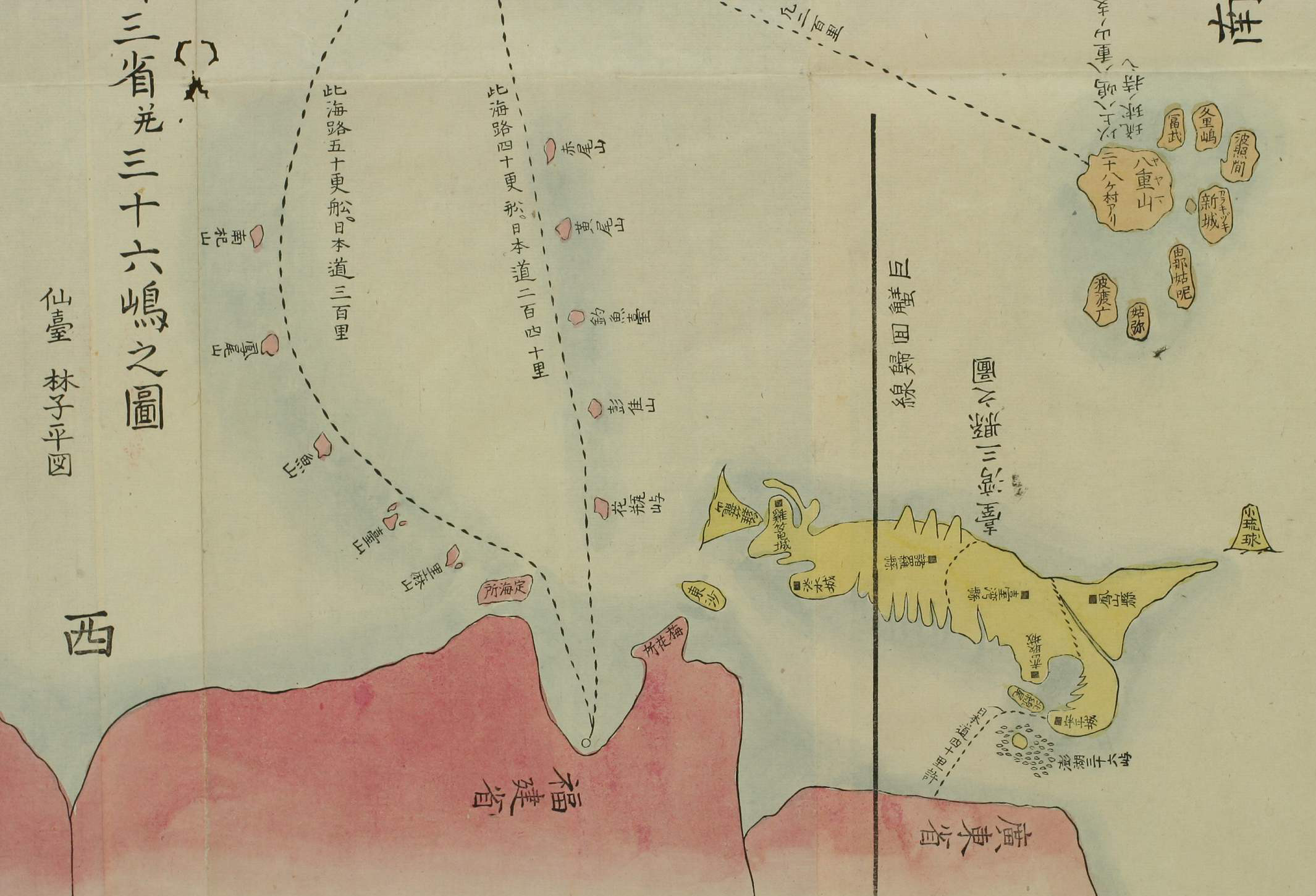
林子平所撰寫的《三國通覽圖說》之《琉球國全圖》中顯示福建省前往琉球中山南北2條海路路線，而其南路便標示有花瓶嶼、彭佳山、釣魚臺、黃尾山、赤尾山等島。

- 《三國通覽圖說》
- 《海國兵談》

## 外部連結
- 日本漢文の世界[永久]：
  - 林子平傳（斎藤竹堂）[永久]
  - 林子平傳現代語訳[永久]
- iudicium verlag, München （页面存档备份，存于）